# Тирон, Владислав Владимирович
Владислав Владимирович Тирон (род. 24 февраля 1996, Москва, Россия) — российский актёр театра и кино, известный в первую очередь благодаря главной роли в сериале «Фандорин. Азазель» (2023).

## Биография
Владислав Тирон родился в 1996 году в Москве. 
В 2017 году окончил Высшее театральное училище имени М. С. Щепкина (курс В. Бейлиса, В. Иванова), и стал актёром Малого театра, в том же году начал сниматься в кино.
Первый проект, в котором Тирон обратил на себя внимание, — сериал «Триггер» 2018 года. В 2022 году актёр снялся в фильме «Велга», в 2023 сыграл главную роль в сериале «Кинопоиска» «Фандорин. Азазель».

## Роли в Малом театре
- 2017 — Стрелец, «Царь Борис» А. К. Толстого
- 2017 — Половой, «Бешеные деньги» А. Н. Островского
- 2017 — Мамба, «Школа налогоплательщиков» («Как обмануть государство») Л. Вернея и Ж. Берра
- 2017 — Кай, «Снежная королева» Е. Шварца (по Г. Х. Андерсену)
- 2018 — Ерошка, «Смута. 1609—1611 гг.» В. Р. Мединского
- 2019 — Слуга в доме Аргана, «Мнимый больной» Ж. Б. Мольера
- 2019 — Тишка, «Свои люди - сочтемся» А. Н. Островского
- 2020 — Адольф-Фридрих, «Физики» Ф. Дюрренматта
- 2020 — Жадов, «Доходное место» А. Н. Островского

## Фильмография
- 2018 — Ёлки последние — Лёша Григорьев
- 2018 — Неуловимые — Киня
- 2018 — Триггер — Матвей Селиванов, помощник Артёма
- 2019 — Детективный синдром — Костя Николаев, пациент психоневрологического диспансера № 2
- 2019 — Погнали — эпизод
- 2022 — Триггер-2 — Матвей Селиванов
- 2022 — Велга — Угги
- 2022 — Фандорин. Азазель — Эраст Фандорин (главная роль)
- 2024 — Курьеры — Гоша
- 2024 — Триггер-3 — Матвей Селиванов
- 2024 — Плевако — Иван Васильевич Носов